# Władysław Euzebiusz Kosiński
Władysław Euzebiusz Kosiński herbu Rawicz (ur. 21 stycznia 1814, zm. 4 czerwca 1887) – oficer w wojsku pruskim, publicysta, działacz polityczny.
Pochodził z rodziny szlacheckiej, pieczętującej się herbem Rawicz. Jego ojcem był Antoni Amilkar Kosiński, generał wojsk polskich a matką hrabina Adelajda Keyserling. Uczył się w Gdańsku, Królewcu i Gombinie. Po zdaniu matury w 1832 r. rozpoczął studia w zakresie historii i ekonomii na Uniwersytecie Berlińskim. Od 1834 r. służył w wojsku pruskim, opuścił je w 1839 r. w stopniu podporucznika. Następnie zadzierżawił od matki Targową Górkę. Został członkiem Centralizacji Poznańskiej, za udział w konspiracji skazany w procesie berlińskim na śmierć. Dzięki wybuchowi rewolucji marcowej został wypuszczony, później brał udział w powstaniu wielkopolskim, którego był współorganizatorem. W latach 1863 i 1864 był powtórnie więziony. Władysław Kosiński zajmował się również publicystyką, wydał m.in. Sprawa polska z r. 1846 przed sąd opinji publicznej wytoczona (Poznań 1850), Polityka naturalna Polski (Poznań 1851), Odpowiedź na Ludwika Mierosławskiego: Powstanie poznańskie w r. 1848 (Targowa Górka 1861), Niebezpieczeństwo obecnej chwili (Poznań 1876), Naród a religia (Poznań 1876), Listo otwarty do krytyków ultramontańskich.
Księgozbiór biblioteki Władysława Kosińskiego zasilił w 1928 roku zasoby Biblioteki Poznańskiego Towarzystwa Przyjaciół Nauk.